# Maria di Trastámara (regina del Portogallo)
Maria di Trastámara o Maria d'Aragona (in catalano: Maria d'Aragó, in castigliano: María de Aragón y Castilla; Cordova, 29 giugno 1482 – Lisbona, 7 marzo 1517) fu regina consorte del Portogallo dal 1500 al 1517.
Discendente dal casato di Trastámara, Maria d'Aragona e Castiglia era la figlia quartogenita dei Re Cattolici ovvero Ferdinando II di Aragona e Isabella I di Castiglia.

## Infanzia
Maria nacque il 29 giugno 1482 a Córdoba, città in cui si trasferì sua madre Isabella, in coincidenza con l'inizio della guerra di Granada. La regina era incinta di due gemelli. La prima a nascere fu Maria, mentre il secondo, non si sa se maschio o femmina, nacque morto.
Come le sue sorelle, ricevette un'istruzione completa, non solo nelle faccende domestiche ma anche in aritmetica, latino ed altre lingue, storia e filosofia.
La piccola, come i suoi fratelli, si dovette abituare ai continui spostamenti della madre a dorso di mulo per il regno. Isabella, infatti, riteneva la cosa indispensabile per mantenere l'ordine e il controllo da parte di un sovrano. I bambini seguivano la madre perfino quando si recava sui campi di battaglia per incitare le truppe. I figli di Isabella e Ferdinando erano quindi cresciuti senza una casa o un luogo familiare a cui fare riferimento.

## Matrimonio
I monarchi cattolici cercarono di sposarla inizialmente con Giacomo IV di Scozia, poiché sua sorella Caterina era fidanzata con Arturo Tudor, e ci si aspettava che le mogli spagnole avrebbero placato l'inimicizia dei mariti.
La morte prematura, nel 1498, di sua sorella maggiore Isabella, sposata con Manuele I del Portogallo, fece sì che i piani cambiassero e Maria fosse data in sposa al monarca vedovo nel tentativo di mantenere solida l’alleanza tra le famiglie reali portoghesi e castigliano-aragonesi.
Uno dei requisiti per la celebrazione del matrimonio era la conversione forzata degli ebrei in Portogallo al cristianesimo, poiché molti vi si erano rifugiati dopo la loro espulsione dalla Castiglia e dall'Aragona. Manuele prese l'impegno nei confronti dei Re Cattolici, di cacciare gli Ebrei dal Portogallo, lasciando comunque loro, in alternativa, la possibilità di convertirsi al cristianesimo.
Dato che la dispensa papale (Maria ed Emanuele, essendo cognati, erano considerati "fratelli") tardava ad arrivare, per sbloccare la situazione i sovrani spagnoli nominarono Cesare Borgia, figlio del papa Alessandro VI, arcivescovo di Valencia.
Il 24 agosto 1500 a Granada vennero celebrate le nozze per procura. Il giorno seguente Maria si mise in viaggio per Lisbona, dove il 30 ottobre vennero celebrate le nozze. Lei aveva 18 anni, lo sposo 31.
Il matrimonio fu benedetto da dieci figli, otto dei quali hanno raggiunto l'età adulta, tra cui il successivo re del Portogallo Giovanni III, Isabella del Portogallo, che sposò il cugino Carlo V Imperatore del Sacro Romano Impero, e Beatrice del Portogallo duchessa di Savoia.
La regina Maria era descritta come pallida e magra, con un mento sfuggente. Nonostante fosse regina in un periodo storico in cui la corte portoghese era una delle più ricche d'Europa, non emerse in modo significativo. Seria e pia, dedicava il suo tempo al cucito, alla religione e alla supervisione dell'educazione dei suoi figli.
Durante la sua vita in Portogallo, Maria è stata quasi continuamente incinta. Questo stato di cose ha provocato un continuo deterioramento della sua salute e dopo il parto del 1516 faticò a riprendersi. Morì a 34 anni il 7 marzo 1517.
Rimasto vedovo, nel 1518 Manuele si risposò una terza volta con la nipote Eleonora d'Asburgo, primogenita di Giovanna di Castiglia detta "la Pazza" - sorella di entrambe le sue mogli - e di Filippo I di Castiglia detto "il Bello", dalla quale ebbe altri due figli.

## Discendenza
Lei e il marito ebbero dieci figli:
- Giovanni III del Portogallo (1502 – 1557), futuro re del Portogallo;
- Isabella del Portogallo (1503 – 1539), che sposò il cugino, l'imperatore Carlo V;
- Beatrice (1504 – 1538), che sposò il duca di Savoia, Carlo III;
- Luigi, duca di Beja (1506 – 1555);
- Ferdinando (1507 – 1534);
- Alfonso, cardinale (1509 – 1540);
- Maria (1511 – 1513);
- Enrico (1512 – 1580), cardinale, che regnerà per un breve periodo;
- Eduardo (1515 – 1540), duca di Guimarães, sposato con Isabella di Braganza;
- Antonio (8 settembre 1516 - 1° novembre 1516).

## Ascendenza
|                          |                         |                                      | Genitori                                   |  |  | Nonni |  |  | Bisnonni                |  |  | Trisnonni               |  |
|                          |                         |                                      |                                            |  |  |       |  |  | Ferdinando I di Aragona |  |  | Giovanni I di Castiglia |  |
|                          |                         |                                      |                                            |  |  |       |  |  | Ferdinando I di Aragona |  |  | Giovanni I di Castiglia |  |
|                          |                         | Leonor d'Aragona                     |                                            |  |  |       |  |  | Ferdinando I di Aragona |  |  |                         |  |
| Giovanni II d'Aragona    |                         |                                      |                                            |  |  |       |  |  | Ferdinando I di Aragona |  |  |                         |  |
|                          |                         | Eleonora d'Alburquerque              | Sancho d'Alburquerque                      |  |  |       |  |  |                         |  |  |                         |  |
|                          |                         | Eleonora d'Alburquerque              | Sancho d'Alburquerque                      |  |  |       |  |  |                         |  |  |                         |  |
|                          |                         | Eleonora d'Alburquerque              | Beatriz del Portogallo                     |  |  |       |  |  |                         |  |  |                         |  |
| Ferdinando II d'Aragona  |                         | Eleonora d'Alburquerque              |                                            |  |  |       |  |  |                         |  |  |                         |  |
|                          |                         | Federico Enríquez de Mendoza         | Alonzo Enriquez                            |  |  |       |  |  |                         |  |  |                         |  |
|                          |                         | Federico Enríquez de Mendoza         | Alonzo Enriquez                            |  |  |       |  |  |                         |  |  |                         |  |
|                          |                         | Federico Enríquez de Mendoza         | Juana Gonzalez                             |  |  |       |  |  |                         |  |  |                         |  |
| Giovanna Enríquez        |                         | Federico Enríquez de Mendoza         |                                            |  |  |       |  |  |                         |  |  |                         |  |
|                          |                         | Mariana Fernández de Córdoba y Ayala | Diego Fernandez de Cordova                 |  |  |       |  |  |                         |  |  |                         |  |
|                          |                         | Mariana Fernández de Córdoba y Ayala | Diego Fernandez de Cordova                 |  |  |       |  |  |                         |  |  |                         |  |
|                          |                         | Mariana Fernández de Córdoba y Ayala | Inez de Toledo                             |  |  |       |  |  |                         |  |  |                         |  |
| Maria di Trastámara      |                         | Mariana Fernández de Córdoba y Ayala |                                            |  |  |       |  |  |                         |  |  |                         |  |
|                          | Enrico III di Castiglia | Giovanni I di Castiglia              |                                            |  |  |       |  |  |                         |  |  |                         |  |
|                          | Enrico III di Castiglia | Giovanni I di Castiglia              |                                            |  |  |       |  |  |                         |  |  |                         |  |
|                          | Enrico III di Castiglia | Leonor d'Aragona                     |                                            |  |  |       |  |  |                         |  |  |                         |  |
| Giovanni II di Castiglia | Enrico III di Castiglia |                                      |                                            |  |  |       |  |  |                         |  |  |                         |  |
|                          |                         | Caterina di Lancaster                | Giovanni Plantageneto, I duca di Lancaster |  |  |       |  |  |                         |  |  |                         |  |
|                          |                         | Caterina di Lancaster                | Giovanni Plantageneto, I duca di Lancaster |  |  |       |  |  |                         |  |  |                         |  |
|                          |                         | Caterina di Lancaster                | Constanza di Castiglia                     |  |  |       |  |  |                         |  |  |                         |  |
| Isabella di Castiglia    |                         | Caterina di Lancaster                |                                            |  |  |       |  |  |                         |  |  |                         |  |
|                          |                         | Giovanni d'Aviz                      | Giovanni I del Portogallo                  |  |  |       |  |  |                         |  |  |                         |  |
|                          |                         | Giovanni d'Aviz                      | Giovanni I del Portogallo                  |  |  |       |  |  |                         |  |  |                         |  |
|                          |                         | Giovanni d'Aviz                      | Filippa di Lancaster                       |  |  |       |  |  |                         |  |  |                         |  |
| Isabella del Portogallo  |                         | Giovanni d'Aviz                      |                                            |  |  |       |  |  |                         |  |  |                         |  |
|                          |                         | Isabella di Braganza                 | Alfonso I di Braganza                      |  |  |       |  |  |                         |  |  |                         |  |
|                          |                         | Isabella di Braganza                 | Alfonso I di Braganza                      |  |  |       |  |  |                         |  |  |                         |  |
|                          |                         | Isabella di Braganza                 | Beatriz Pereira de Alvim                   |  |  |       |  |  |                         |  |  |                         |  |
|                          |                         | Isabella di Braganza                 |                                            |  |  |       |  |  |                         |  |  |                         |  |